# Grand Prix-wegrace van Venezuela 1977
De Grand Prix-wegrace van Venezuela 1977 was eerste Grand Prix van het wereldkampioenschap wegrace in het seizoen 1977. De Grand Prix werd verreden op 20 maart 1977 op het circuit van San Carlos bij San Carlos.

## Algemeen
De openingsrace in Venezuela trok maar weinig coureurs. De startgelden wogen in veel gevallen niet op tegen de reiskosten. Nadat de Formule 750 race in 1976, de generale repetitie voor de eerste Grand Prix-wegrace van Venezuela, al was uitgedraaid op een fiasco, was het bij de Grand Prix van 1977 zo mogelijk nog erger. Er waren geen hotelkamers voor de internationale jury gereserveerd, motorfietsen arriveerden te laat of helemaal niet, men moest invoerrechten en een week later weer ca. 900 bolivar uitvoerrechten voor het materiaal betalen én bij vertrek op het vliegveld nog eens 80 bolivar als een soort "toeristenbelasting" omdat men "in Venezuela had mogen racen". Alan North vond zijn spullen op de gang van het hotel en het slot van zijn kamer vervangen. Iets dergelijks overkwam ook het complete team van Bultaco, inclusief rijder Ángel Nieto. Bovendien lag het circuit vol zand. Veel coureurs (en journalisten) verklaarden in 1978 niet meer naar Venezuela af te reizen, maar men had toch ook bewondering voor Yamaha-importeur Andres Ippolito en Dr. Teodardo Estrada die hemel en aarde bewogen hadden om de grootste en meest acute problemen op te lossen.

## 500cc
De openingsrace in Venezuela kende een zeer matig bezet startveld. Na de start vormde zich een kopgroep bestaande uit Steve Baker (Yamaha YZR 500), Marcel Ankoné (Yamaha TZ 500 B), Johnny Cecotto (Yamaha YZR 500), Pat Hennen (Suzuki RG 500) en Barry Sheene (Suzuki RGA 500), die door een slechte start wat later aansloot. De machine van Ankoné ging steeds slechter lopen en hij moest de pit opzoeken. Daarna vormden zich twee duo's: Sheene/Baker en Hennen/Cecotto. Uiteindelijk wist Barry Sheene zich los te maken. Hij won de race, Baker werd tweede en Hennen derde. 

### 500cc uitslag
| Pos | Coureur           | Merk   | Ronden | Tijd      | Grid | Punten |
| --- | ----------------- | ------ | ------ | --------- | ---- | ------ |
| 1   | Barry Sheene      | Suzuki | 30     | 48:56.9   | 2    | 15     |
| 2   | Steve Baker       | Yamaha | 30     | +3.3      | 3    | 12     |
| 3   | Pat Hennen        | Suzuki | 30     | +39.0     | 4    | 10     |
| 4   | Johnny Cecotto    | Yamaha | 30     | +42.6     | 1    | 8      |
| 5   | Philippe Coulon   | Suzuki | 30     | +58.1     | 6    | 6      |
| 6   | Virginio Ferrari  | Suzuki | 30     | +1:25.0   | 10   | 5      |
| 7   | Marco Lucchinelli | Suzuki | 30     | +1:31.3   | 7    | 4      |
| 8   | Christian Estrosi | Suzuki | 29     | +1 ronde  | 9    | 3      |
| 9   | Steve Parrish     | Suzuki | 29     | +1 ronde  | 12   | 2      |
| 10  | Alan North        | Suzuki | 28     | +2 ronden | 11   | 1      |
|     | Teuvo Länsivuori  | Suzuki |        |           | 5    |        |
|     | Gianfranco Bonera | Suzuki |        |           | 8    |        |
|     | Marcel Ankoné     | Suzuki |        |           | 13   |        |
|     | Giovanni Rolando  | Suzuki |        |           | 14   |        |

## 350cc
Net als in alle andere klassen was het 350 cc startveld in Venezuela vooral bezet door lokale rijders. Slechts enkele grote namen kwamen aan de start. Johnny Cecotto (Yamaha TZ 350 D) had als snelste getraind en verdrong al na enkele ronden Víctor Palomo (Yamaha) van de leiding. Cecotto finishte met een voorsprong van bijna een halve minuut. Palomo moest nog even vechten met Patrick Fernandez (Yamaha), tot die voor zekerheid koos en Palomo liet gaan. 

### 350cc uitslag
| Pos | Coureur            | Merk            | Ronden | Tijd      | Grid | Punten |
| --- | ------------------ | --------------- | ------ | --------- | ---- | ------ |
| 1   | Johnny Cecotto     | Yamaha          | 29     | 48:20.1   | 1    | 15     |
| 2   | Víctor Palomo      | Yamaha          | 29     | +29.6     | 2    | 12     |
| 3   | Patrick Fernandez  | Yamaha          | 29     | +38.5     | 7    | 10     |
| 4   | Pentti Korhonen    | Yamaha          | 29     | +1:10.3   | 4    | 8      |
| 5   | Tom Herron         | Yamaha          | 28     | +1 ronde  | 14   | 6      |
| 6   | Alan North         | Yamaha          | 28     | +1 ronde  | 12   | 5      |
| 7   | Pedro Mezerhane    | Yamaha          | 28     | +1 ronde  | 16   | 4      |
| 8   | Carlos Bellón      | Yamaha          | 28     | +1 ronde  | 17   | 3      |
| 9   | Eduardo Aleman     | Yamaha          | 28     | +1 ronde  |      | 2      |
| 10  | Raoul Tausani      | Yamaha          | 28     | +1 ronde  |      | 1      |
| 11  | Christian Haleby   | Yamaha          | 28     | +1 ronde  | 19   |        |
| 12  | Vincenzo Cascino   | Harley-Davidson | 27     | +2 ronden |      |        |
| 13  | Carlos Cortes      | Harley-Davidson | 26     | +3 ronden |      |        |
|     | Jose Cecotto       | Yamaha          |        |           | 3    |        |
|     | Kork Ballington    | Yamaha          |        |           | 5    |        |
|     | Walter Villa       | Harley-Davidson |        |           | 6    |        |
|     | Rogelio Cardozo    | Yamaha          |        |           | 8    |        |
|     | Franco Uncini      | Harley-Davidson |        |           | 9    |        |
|     | Ferruccio Dalle    | Yamaha          |        |           | 10   |        |
|     | Olivier Chevallier | Yamaha          |        |           | 11   |        |
|     | Chas Mortimer      | Yamaha          |        |           | 13   |        |
|     | Marcos Lugger      | Yamaha          |        |           | 15   |        |
|     | Roland Freymond    | Yamaha          |        |           | 18   |        |
|     | Ubiratan Rios      | Yamaha          |        |           | 20   |        |

## 250cc
Walter Villa (Harley-Davidson) had geen enkele concurrentie in de openingsrace in Venezuela. De race werd dan ook bijzonder saai, want ook tweede man Patrick Fernandez (Yamaha TZ 250 D) reed eenzaam rond. Víctor Palomo werd met zijn Yamaha derde.

### 250cc uitslag
| Pos | Coureur             | Merk            | Ronden | Tijd      | Grid | Punten |
| --- | ------------------- | --------------- | ------ | --------- | ---- | ------ |
| 1   | Walter Villa        | Harley-Davidson | 28     | 47:56.1   | 2    | 15     |
| 2   | Patrick Fernandez   | Yamaha          | 28     | +20.5     | 3    | 12     |
| 3   | Víctor Palomo       | Yamaha          | 28     | +35.7     | 7    | 10     |
| 4   | Pentti Korhonen     | Yamaha          | 28     | +56.1     | 12   | 8      |
| 5   | Kork Ballington     | Yamaha          | 28     | +1:11.1   | 9    | 6      |
| 6   | Tom Herron          | Yamaha          | 28     | +1:19.4   | 10   | 5      |
| 7   | Aldo Nannini        | Yamaha          | 28     | +1:29.5   | 14   | 4      |
| 8   | Olivier Chevallier  | Yamaha          | 28     | +1:30.4   | 5    | 3      |
| 9   | Mario Lega          | Yamaha          | 27     | +1 ronde  | 8    | 2      |
| 10  | Mauro Corradini     | Yamaha          | 26     | +2 ronden | 17   | 1      |
| 11  | José Canache        | Yamaha          | 26     | +2 ronden | 16   |        |
| 12  | Vincenzo Cascino    | Harley-Davidson | 26     | +2 ronden |      |        |
| 13  | Marcos Fidel Mojica | Yamaha          | 26     | +2 ronden | 19   |        |
| 14  | Antonio Mireles     | Yamaha          | 25     | +3 ronden | 20   |        |
|     | Franco Uncini       | Harley-Davidson |        |           | 1    |        |
|     | Paolo Pileri        | Morbidelli      |        |           | 4    |        |
|     | Rogelio Cardozo     | Yamaha          |        |           | 6    |        |
|     | Ángel Nieto         | Yamaha          |        |           | 11   |        |
|     | G. Laya             | Yamaha          |        |           | 13   |        |
|     | Eduardo Alemán      | Yamaha          |        |           | 15   |        |
|     | Octavio Echevarria  | Yamaha          |        |           | 18   |        |

## 125cc
In Venezuela was de 125 cc race de enige spannende wedstrijd van het hele weekend. Ángel Nieto moest nog met de oude Bultaco starten en bouwer Jan Thiel vreesde dat de machine het in de hitte niet zou volhouden. Na enkele ronden nam Nieto de eerste plaats over van Pier Paolo Bianchi (Morbidelli) en toen Bianchi vervolgens de pit in reed leek de spanning weg. Met nog 14 ronden te gaan kwam Nieto echter ook binnen vanwege olie die uit een losgelopen lager over de band en de uitlaat spoot. Daar was niets aan te doen en Thiel liet hem voorzichtig verder rijden, in de hoop op nog een paar punten. Nieto hervatte zijn race op de zesde plaats. Toni Mang (Morbidelli) lag nu eerste, gevolgd door de onbekende rijder Maurizio Massimiani. Nieto begon echter steeds harder te jagen en passeerde Julien van Zeebroeck, Rino Pretelli en Iván Palazzese. Nieto wist zo dicht achter Massimiani te komen dat deze zich in een bocht vergiste en viel. In de laatste ronde wist Nieto ook Mang nog in te halen. Toni Mang werd dus tweede en Iván Palazzese werd derde. 

### 125cc uitslag
| Pos | Coureur              | Merk       | Ronden | Tijd      | Grid | Punten |
| --- | -------------------- | ---------- | ------ | --------- | ---- | ------ |
| 1   | Ángel Nieto          | Bultaco    | 27     | 50:22.4   | 1    | 15     |
| 2   | Toni Mang            | Morbidelli | 27     | +2.5      | 3    | 12     |
| 3   | Iván Palazzese       | Morbidelli | 27     | +1:05.6   | 7    | 10     |
| 4   | Rino Pretelli        | Morbidelli | 27     | +1:48.2   | 9    | 8      |
| 5   | Julien van Zeebroeck | Morbidelli | 27     | +1:48.7   | 11   | 6      |
| 6   | Guillermo Pérez      | Yamaha     | 24     | +3 ronden | 15   | 5      |
| 7   | Rafael Olavarria     | Yamaha     | 24     | +3 ronden | 18   | 4      |
|     | Pier Paolo Bianchi   | Morbidelli |        |           | 2    |        |
|     | Maurizio Massinani   | Morbidelli |        |           | 4    |        |
|     | Aldo Nannini         | Yamaha     |        |           | 5    |        |
|     | Germano Zanetti      | Morbidelli |        |           | 6    |        |
|     | Henk van Kessel      | Condor     |        |           | 8    |        |
|     | Victoria Minguzzi    | Yamaha     |        |           | 10   |        |
|     | Pancrasio Catania    | Morbidelli |        |           | 12   |        |
|     | Jorge Vignetti       | Morbidelli |        |           | 13   |        |
|     | Fabián González      | Morbidelli |        |           | 14   |        |
|     | Rogelio Morantes     | Yamaha     |        |           | 16   |        |
|     | Bruno Orioli         | Yamaha     |        |           | 17   |        |

1977 · 1978 · 1979